# Czesław Pawłowicz
Czesław Pawłowicz (ur. 5 listopada 1892 w Rydze, zm. 8 lipca 1942 w Szanghaju) – podpułkownik dyplomowany saperów Wojska Polskiego, kawaler Orderu Virtuti Militari.

## Życiorys
Urodził się 5 listopada 1892 w Rydze, w rodzinie Mikołaja i Zofii Oberkampf. W 1917 służył w Armii Polskiej we Francji. 
9 listopada 1920 został przyjęty do Wojska Polskiego z zatwierdzeniem posiadanego stopnia kapitana i przydzielony do 13 batalionu saperów na stanowisko dowódcy. 1 czerwca 1921 pełnił służbę w dowództwie 13 Dywizji Piechoty pozostając w ewidencji 2 pułku saperów. 15 listopada 1921 został „powołany do egzaminu wstępnego (segregacyjnego) na dwuletni Kurs Sztabu Generalnego 1921/23”. W latach 1921–1923 był słuchaczem II Kursu Normalnego Wyższej Szkoły Wojennej w Warszawie. Z dniem 1 października 1923, po ukończeniu kursu i otrzymaniu dyplomu naukowego oficera Sztabu Generalnego, został przydzielony do Oddziału IV Sztabu Generalnego i wyznaczony na stanowisko w służbie transportowo-kolejowej. W sierpniu 1929 został przeniesiony z Oddziału II Sztabu Głównego w Warszawie do 1 pułku saperów Legionów w Modlinie na stanowisko dowódcy pułku. W grudniu 1929, po reorganizacji saperów, został dowódcą 1 batalionu saperów Legionów w Modlinie. W marcu 1932 został mianowany dowódcą 5 batalionu saperów w Krakowie. W czerwcu 1934 został komendantem Powiatowej Komendy Uzupełnień Miechów. W 1939 był w dyspozycji szefa Biura Personalnego Ministerstwa Spraw Wojskowych.
Zmarł 8 lipca 1942 w Szanghaju.

## Awanse
- kapitan – ?
- major – 3 maja 1922 zweryfikowany ze starszeństwem z dniem 1 czerwca 1919[14]
- podpułkownik – 23 stycznia 1928 ze starszeństwem z dniem 1 stycznia 1928 i 4. lokatą w korpusie oficerów inżynierii i saperów[15]

## Ordery i odznaczenia
- Krzyż Srebrny Orderu Wojskowego Virtuti Militari nr 5701 (17 września 1922)[16]
- Krzyż Walecznych (trzykrotnie)
- Złoty Krzyż Zasługi (16 marca 1928)[17][18]
- Medal Niepodległości (20 lipca 1932)[19][20]
- Krzyż Wojenny (Francja, zezwolenie Naczelnika Państwa z 21 września 1922)[21]
- Komandor Orderu Gwiazdy Rumunii (Rumunia)[22]
- Komandor Orderu Trzech Gwiazd (Łotwa)[23]
- Medal Zwycięstwa (Médaille Interalliée)[24]

## Opinie
Taktycznie bardzo dobry. Wychowawca dobry. Na wyższe stanowisko jeszcze nie nadaje się. Oficer bardzo dobry. /1 listopada 1933 r./ /-/ gen. Berbecki.